# Слеџ (Мисисипи)
Слеџ (енгл. Sledge) град је у америчкој савезној држави Мисисипи.

## Демографија
По попису из 2010. године број становника је 545, што је 16 (3,0%) становника више него 2000. године.
| Група             | 2000.       | 2010.       |
| Белци             | 123 (23,3%) | 55 (10,1%)  |
| Афроамериканци    | 402 (76,0%) | 486 (89,2%) |
| Азијати           | 0 (0,0%)    | 0 (0,0%)    |
| Хиспаноамериканци | 6 (1,1%)    | 0 (0,0%)    |
| Укупно            | 529         | 545         |